# Truffle
Truffle ist eine englische New-Wave-of-British-Heavy-Metal und Hard-Rock-Band aus Portsmouth, die 1981 gegründet wurde, sich 1989 auflöste und seit 2013 wieder aktiv ist.

## Geschichte
Die Band wurde im Herbst 1981 gegründet, wobei der Name dem Beatles-Lied Savoy Truffle entlehnt wurde. Die Besetzung bestand aus dem Sänger und Bassisten Russ Horton, den Gitarristen John Dunning und Ritchie Stopforth und dem Schlagzeuger Peter Patterson. Im selben Jahr erschien über Chestnut Records eine Doppel-A-Seiten-Single unter dem Namen Round Tower/If You Really Want, die in dem lokalen Chestnut Studio aufgenommen worden war. Die Lieder für die Single waren von den Fans selbst ausgewählt worden. Die Single wurde in der Rubrik Armed and Ready des Kerrang-Magazins aufgeführt und wurde zudem von verschiedenen Radiostationen gespielt. Es folgten Konzerte im Süden Englands, wobei die Band unter anderem auch zusammen mit Tank und Diamond Head auftrat. Zudem war es der Gruppe auch einmal möglich in London aufzutreten. Nach einem Auftritt mit Spider wurde die Band im Sommer 1982 für einen weiteren im Marquee Club gebucht. Dieser Auftritt, bei dem die Gruppe Lieder wie Denim and Dandruff, City Girl und eine Coverversion von Ace of Spades spielte, wurde als Konzertbericht im Kerrang besprochen. 1983 nahm die Band am Reading Festival teil, jedoch war sie nicht auf der offiziellen Bandliste, sondern spielte auf dem anliegenden Parkplatz vor einer kleinen Zuhörergruppe. Im folgenden Jahr hatte sich die Band durch das Hinzukommen des Gitarristen und Keyboarders Mark Mulholland auf ein Quintett ausgeweitet, woraufhin ein Demo mit fünf Liedern aufgenommen wurde. Der erhoffte Erfolg blieb jedoch aus. Danach verließ Dunning die Besetzung. Im selben Jahr erschien die Single 633 Squadron/Do You Like Heavy Metal. 1985 wurde der Single-Anwärter Starlight aufgenommen, die geplante Veröffentlichung als Schallplatte fand jedoch nie statt. Etwa ein Jahr später erschien das Album The Bacon Slicer Strikes als Kompaktkassette, auf dem Lieder wie God of War, Street Fighter und Thunderbird enthalten sind. Ihren Plan, ein selbstfinanziertes Album als Schallplatte zu veröffentlichen, hatte die Gruppe zuvor wieder verworfen. Im selben Jahr verließ der Gitarrist und Keyboarder Greg Watkins die Besetzung, woraufhin der Gitarrist Paul Jupe und der Keyboarder Clive dazukamen. 1988 hatte die Band nach Mulhollands Ausscheiden mit Stopforth nur noch einen Gitarristen. Für den Rest des Jahrzehnts blieb Truffle weiter aktiv, wobei sich die Besetzung des Gitarristenpostens mehrfach veränderte. Als Gitarristen waren während dieser Zeit unter anderem Tim Meek, John Bowyer und Gary Jeffrey tätig. Live spielte die Band Songs wie Running out of Time und Million Miles Away. Die lokale und nationale Musikpresse registrierte das Bandtreiben verhalten, was sich in gelegentlichen Nennungen des Bandnamens und Live-Rezensionen äußerte. 1989 löste sich die Band auf. Bereits 1986 hatte die Gruppe die Coverband Mafia gegründet. Da deren Beliebtheit immer größer wurde, hatte man sich für die Auflösung von Truffle entschieden. 2011 wurden über High Roller Records die Kompilationen If You Really Want und 1st Attempt veröffentlicht bzw. The Bacon Slicer Strikes wiederveröffentlicht. Sämtliches Material war hierfür neu gemastert worden. Nachdem die Band in den 2020 Studios in Farlington die drei Lieder  Hot on the Streets, Cinderella und UFO aufgenommen hatte, war sie im März 2013 live bei einem Auftritt in Portsmouth zu sehen. 2014 war sie auf dem Brofest vertreten und auch 2015 war die Band live aktiv.

## Stil
Malc Macmillan schrieb in The N.W.O.B.H.M. Encyclopedia, dass sich das Lied If You Really Want von der Debütsingle im mittleren Geschwindigkeitsbereich bewegt, während es sich bei Round Tower um eine seichtere Halbballade handele. Hierbei seien Gemeinsamkeiten zu Dorcas, Whitefire und Rage hörbar. Das folgende Demo biete eingängigere Lieder. Das Album The Bacon Slicer Strikes gleiche mehr dem Material von Bitches Sin, das diese Band zum damaligen Zeitpunkt gespielt habe. Otger Jeske merkte in NWoBHM New Wave of British Heavy Metal The glory Days vor allem die Länge des Titelliedes der Debütsingle von über acht Minuten an, die besonders für die damalige Zeit ungewöhnlich lang gewesen sei. In The International Encyclopedia of Hard Rock and Heavy Metal wurde der Klang der Single mit dem von Aerosmith verglichen.

## Diskografie
- 1981: Round Tower/If You Really Want (Single, Chestnut Records)
- 1984: Demo (Demo, Eigenveröffentlichung)
- 1984: 633 Squadron/Do You Like Heavy Metal (Single, Eigenveröffentlichung)
- 1985: The Bacon Slicer Strikes (Album, Eigenveröffentlichung)
- 2011: If You Really Want (Kompilation, High Roller Records)
- 2011: 1st Attempt (Kompilation, High Roller Records)